# Solms-laubachia lanata
Solms-laubachia lanata är en korsblommig växtart som beskrevs av Viktor Petrovitj Botjantsev. Solms-laubachia lanata ingår i släktet Solms-laubachia och familjen korsblommiga växter. Inga underarter finns listade i Catalogue of Life.